# فاطمة بنت الحسن المثنى
فاطمة بنت الحسن المثنى الهاشمية القرشية، هي إحدى بنات الحسن المثنى، وقد تزوجها معاوية بن عبد الله بن جعفر الطيار، وولد له منها يزيد وصالح وحماد وحسين وزينب، ولهم أولاد وأعقاب، وتكنى بـأم القاسم. وأمها حبيبة الرومية وقيل الفارسية، ويقع مرقدها في العراق في محافظة بابل، وقد دفنت مع أختها رقية.